# Большие противолодочные корабли проекта 1134-Б
Большие противолодочные корабли проекта 1134-Б «Беркут-Б» — по кодификации НАТО — Kara class, флотское прозвище — «букари» — серия советских больших противолодочных кораблей (БПК) дальней морской и океанской зоны, с 1971 года стоявших на вооружении Военно-Морского Флота СССР и с 1991 года — на вооружении Военно-Морского Флота Российской Федерации.
Относятся к кораблям 1-го ранга.
На протяжении 20 лет «Беркуты-Б» несли боевую службу и оставались важнейшей составляющей сил дальней противолодочной обороны советского Военно-Морского Флота. До появления больших противолодочных кораблей проекта 1155 они были самыми сильными надводными противолодочными кораблями в составе флота.
На 2017 год шесть из семи кораблей проекта, вошедших в состав ВМФ СССР в период с 1971 по 1979 год, исключены из состава ВМФ Российской Федерации и пять из них проданы для разборки на металл. Списанный в 2008 году БПК «Очаков» был отправлен в отстой на озере Донузлав. Спуск флага на списанном БПК «Керчь» произведён 15 февраля 2020 года.

## Назначение
Согласно тактико-техническому заданию (ТТЗ) большие противолодочные корабли проекта 1134-Б («Беркуты-Б») предназначены для боевой службы в удалённых районах океана с задачей поиска, обнаружения и уничтожения атомных ракетных подводных лодок вероятного противника. В этих целях корабли должны были входить в состав тактических групп однородных и разнородных противолодочных сил, придавая им боевую устойчивость. Для решения поставленных задач большие противолодочные корабли оснащались современными средствами обнаружения и уничтожения подводных лодок, а универсальный зенитно-ракетный комплекс «Шторм» служил средством зональной противовоздушной обороны для всего соединения. Действуя в составе корабельных противолодочных групп (КПУГ), корабли проекта в отсутствие тяжёлых авианесущих или противолодочных крейсеров являлись их боевым ядром, вокруг которого разворачивались действия противолодочных сил. Задача борьбы с корабельными ударными группировками противника в ТТЗ не ставилась.
Первоначально предполагалось, что «Беркуты-Б» будут работать в группе из двух больших противолодочных кораблей (БПК) проекта 1134Б или в комбинации из кораблей проектов 1134-А — 1134-Б, одного — двух БПК проекта 61 или сторожевых кораблей проекта 1135. Такой КПУГ также должен был придаваться малый противолодочный корабль проекта 1124 с мощной опускаемой ГАС «Шелонь», но так как на практике малые противолодочные корабли имели низкую мореходность и не были способны длительно участвовать в противолодочном поиске в условиях открытого штормового моря, от включения их в состав КПУГ в периоды несения боевой службы отказались. В условиях боевой службы наблюдать более одного — двух кораблей из семейства «Беркутов» вместе можно было редко, чаще всего на крупных военно-морских учениях.
В течение службы назначение кораблей проекта претерпело ряд изменений (подробнее см. раздел «История службы»).

## История проектирования
В октябре 1964 года было утверждено тактико-техническое задание на проект корабля ПВО — ПЛО с котлотурбинной энергетической установкой. Проработка велась ЦКБ-53 в рамках проекта 61бис—61А, после рассмотрения эскизного проекта 61А в апреле 1966 года Министерство судостроительной промышленности СССР и ВМФ СССР приняли совместное решение утвердить основные элементы корабля ПВО—ПЛО с газотурбинной энергетической установкой и усиленным зенитным ракетным и артиллерийским вооружением на базе и с использованием рабочих чертежей большого противолодочного корабля проекта 1134-А, но с рядом конструктивных изменений. Разработка технического проекта (минуя стадию эскизного) нового противолодочного корабля, который получил индекс 1134-Б, была поручена Северному проектно-конструкторскому бюро, работы были начаты в мае 1966 года. Главным конструктором был назначен В. Ф. Аникиев, его заместителем А. Н. Кожевников. Наблюдающим от ВМФ стал капитан 2 ранга О. Т. Сафронов, позднее — капитан 2 ранга М. А. Янчевский, ещё позже — капитан 2 ранга А. Ф. Никольский. В ноябре 1967 года главным конструктором проекта был назначен главный конструктор Северного проектно-конструкторского бюро А. К. Перьков, заместителями главного конструктора — М. Г. Гольберг и В. А. Ивойлов.
Разработка технического проекта 1134-Б представляла собой «исключительно творческий процесс для коллектива Северного ПКБ, предприятий-контрагентов, научно-исследовательских институтов промышленности и ВМФ». Главнокомандующий ВМФ С. Г. Горшков посещал Северное ПКБ и заслушивал доклады о продвижении процесса проектирования, и советовался с руководством бюро и ведущими специалистами о мерах повышения боевых и эксплуатационных качеств проекта 1134-Б. В ходе таких посещений принимались решения по уточнению утверждённого задания на проектирование кораблей проекта 1134-Б.
Проект 1134-Б разрабатывался с учётом новых нормативных требований и правил проектирования надводных кораблей, принятых уже после разработки проекта 1134-А. Первые рабочие чертежи (для разбивки плаза) конструкторское бюро начало поставлять заводу-строителю в IV квартале 1966 года. Технический проект корабля был окончательно утверждён 27 ноября 1967 года. Перед выдачей теоретического чертежа, по согласованию с Военно-Морским Флотом, в целях создания резерва площадей и снижения затеснённости помещений корабль был удлинён на 2 м четырьмя вставками по длине корпуса со шпацией 500 мм. Поставка рабочих чертежей по корпусу была закончена в основном в 1967 году, далее широко развернулся выпуск рабочих чертежей по другим специализациям. При разработке рабочих чертежей конструкторам удалось решить давнюю проблему советских судостроительных КБ — произвести разработку совмещённых согласованных чертежей для исключения переделок на корабле при монтаже оборудования, судовых систем и кабелей по причине их взаимной накладки на месте из-за отсутствия детальных установочных размеров в рабочих чертежах.
В новом проекте по сравнению с проектом 1134-А были увеличены главные размерения корпуса. Средства гидроакустики и ПЛО были оставлены в том же составе, но огневые средства были усилены за счёт установки нового зенитно-ракетного комплекса самообороны «Оса-М» и замены 57-мм артиллерийского комплекса АК-725 на 76-мм АК-726. На корабли устанавливались перспективные пусковые установки универсального ЗРК «Шторм» Б-192 конвейерного типа, частично было заменено комплектующее оборудование. Уже после рассмотрения технического проекта в состав вооружения были дополнительно включены 30-мм шестиствольные зенитные автоматы АК-630 с системой управления артиллерийским огнём МР-123 «Вымпел» и буксируемая гидроакустическая станция МГ-325 «Вега» с опускаемой антенной переменной глубины. Во время проектирования в проект вносились дополнения, не предусмотренные тактико-техническим заданием: были добавлены системы взаимного обмена информацией между кораблями, обработки информации и выдачи целеуказания оружию, навигационная РЛС «Дон», комплекс «Салгир», новые средства радиоэлектронной борьбы и связи. Корпус валопроводов и обтекателей ГАС получил электроизоляцию.

## История строительства

### Строительство
Строительство больших противолодочных кораблей проекта 1134Б велось на судостроительном заводе имени 61 Коммунара в Николаеве (Украинская ССР). Выбор в качестве места строительства завода им. 61 Коммунара был обусловлен наличием у предприятия опыта строительства первых в мире серийных кораблей с газотурбинной энергетической установкой — больших противолодочных кораблей проекта 61, а также относительной близостью завода-изготовителя газотурбинных двигателей — Южного турбинного завода. Головной корабль проекта был заложен на втором стапеле завода. Закладка следующих кораблей производилась после спуска на воду предыдущего корпуса в тот же день и на этом же стапеле. Стапельный период длился от 10,5 месяцев до полутора лет. Постройка кораблей на стапеле велась блочным способом, но с учётом особенностей сборки секций на наклонном стапеле: стыковка блоков и секций осуществлялась приспуском их на стапеле, а соединение — выполнением единого блочного кольцевого шва автоматической сварки.
При подготовке к спуску со стапеля головного корабля серии (заказ С-2001) было применено изобретение корабелов завода им. 61 Коммунара: вместо насаливания полозьев стапеля под спусковые полозья были установлены щиты толщиной 22 мм из специального антифрикционного пластмассового материала «ПМ», на которые наносился тонкий слой авиационной смазки ЦИАТИМ-201. Применение таких щитов при спуске кораблей проекта позволило значительно упростить и удешевить спуск и приспуск кораблей и судов.
Корпуса кораблей проекта 1134Б спускались на воду без носового обтекателя гидроакустической станции «Титан-2», обтекателя гидроакустической станции «Хоста» и гребных винтов во избежание повреждения при спуске. Установка винтов и бульба производилась при специальном доковании достраивающегося корабля, которое делалось достаточно оригинальным способом. Так как имевшийся у завода плавучий док не был рассчитан на корабли столь большого водоизмещения, то доковые работы проводили в два приёма: сначала доковалась носовая часть корпуса, корма при этом удерживалась на плаву при помощи дополнительно заведённых понтонов, затем корабль выводился из плавучего дока, где устанавливался новый набор кильблоков для кормовой части, понтонами поддерживалась носовая часть, а в доке устанавливались гребные винты. Таким же образом, в два этапа, красилось днище. Из-за того, что корабли сдавались в конце года при неблагоприятных погодных условиях, их покраска переносилась на следующий год.

### Испытания
После выполнения доковых работ проводились швартовные испытания, в ходе которых выполнялась проверка всех систем, устройств и механизмов (включая главные) у заводского причала. Следующим этапом были заводские (ходовые) испытания, на которых производились регулировка и отладка всех систем, комплексов, устройств и механизмов на ходу корабля, а также отстрел всех видов оружия (болванками) для проверки прочности фундаментов.
На государственных испытаниях — следующем этапе — проверялись тактико-технические элементы корабля, оружие, вооружение, механизмы, устройства, системы, комплексы, технические средства и обитаемость на соответствие проекту и требованиям действовавших условий и норм. Головной корабль проекта проходил также мореходные (штормовые) испытания. В процессе государственных испытаний проводились всережимные испытания главных двигателей, вспомогательных механизмов и устройств, автоматики и электрооборудования, определялись резерв мощности главной энергетической установки (ГЭУ) на боевом режиме (для всех кораблей он составил 70—80 %), скорость полного хода и оперативно-экономическая скорость, дальность плавания, манёвренные характеристики ГЭУ, проверялись готовность ракетного оружия к боевому использованию, способность радиолокационного вооружения обнаруживать и опознавать воздушные и морские цели, выдавать целеуказание оружию корабля, управлять стрельбой зенитной артиллерией. В ходе государственных испытаний было выяснено, что кораблестроительная часть на всех кораблях соответствовала техническим условиям. Имевшие место во время испытаний частые отказы ракетного вооружения объясняются использованием в качестве средств поражения оружия с истекающим сроком хранения, что, как считает исследователь С. Н. Машенский, было, безусловно, полностью оправдано.
Завершающим этапом государственных испытаний кораблей было комплексное тактическое учение по проверке боевых средств корабля по поиску, слежению, атаке подводной лодки в условиях отражения атак авиации, ракетных и торпедных катеров. Тактическое учение обычно включало следующие задачи:
1. поиск и атака подводной лодки проекта 613 РБУ-6000;
2. отражение атак с воздуха — ракетная стрельба носовым и кормовым ЗРК «Шторм» по двум радиоуправляемым мишеням Ла-17ММ на низких высотах, ракетная стрельба по парашютной мишени ПМ-6;
3. морской бой — ракетная стрельба «Штормом» по морской цели;
4. отражение атаки торпедных катеров — ракетная стрельба ЗРК «Оса-М», артиллерийская стрельба комплексом АК-726 по морской цели;
5. стрельба комплексом постановки ложных целей ПК-2;
6. борьба за живучесть и защита от оружия массового поражения (противоатомная и противохимическая).

Общая продолжительность постройки кораблей составляла от трёх лет и одного месяца до четырёх лет и одного месяца, дольше всего строился «Таллин», быстрее всего — «Ташкент», в среднем постройка с момента закладки киля до подписания приёмного акта занимала около трёх с половиной лет. Стоимость строительства одного корабля составляла 67 млн рублей.
| «Николаев» С-2001      | Ф. М. Родригес    | 25 июня 1968     | 19 декабря 1969  | 17 октября — 21 ноября 1970  | 53 дня  | 4480 | 3 декабря 1971   | 3508 | 31 декабря 1971 |
| «Очаков» С-2002        | В. Н. Калинин     | 19 декабря 1969  | 30 апреля 1971   | 16 апреля — 16 мая 1972      | 49 дней | 3344 | 23 сентября 1973 | 3637 | 4 ноября 1973   |
| «Керчь» С-2003         | Ф. М. Родригес    | 20 апреля 1971   | 21 июля 1972     | 25 августа — 15 октября 1973 | 41 день | 4200 | 4 ноября 1974    | 5794 | 25 декабря 1974 |
| «Азов» С-2004          | В. Н. Калинин     | 21 июля 1972     | 14 сентября 1972 | 19 июля — 16 августа 1974    | 30 дней | 2472 | 13 ноября 1975   | 2965 | 25 декабря 1975 |
| «Петропавловск» С-2005 | В. Ф. Погребняк   | 14 сентября 1973 | 22 ноября 1974   | 17 марта — 3 ноября 1975     | 23 дня  | 1805 | 3 декабря 1976   | 2650 | 29 декабря 1976 |
| «Ташкент» С-2006       | В. Н. Калинин     | 22 ноября 1974   | 5 ноября 1975    | 9 ноября — 29 декабря 1976   | 27 дней | 1993 | 17 декабря 1977  | 2296 | 31 декабря 1977 |
| «Таллин» С-2007        | А. Н. Александров | 5 ноября 1975    | 5 ноября 1976    | 15 декабря — 24 марта 1979   | н/д     | н/д  | 28 декабря 1979  | н/д  | 31 декабря 1979 |

## Конструкция

### Корпус, надстройки и общее расположение

#### Кораблестроительные элементы
В скобках указано проектное значение.
- Стандартное водоизмещение — 6670—7010 (6700) т;
- Нормальное водоизмещение — 7605—7950 (7630) т;
- Полное водоизмещение — 8505—8900 (8565) т;
- Длина наибольшая / по конструктивной ватерлинии, м — 173,2—173,4 (173,4) / 161,9—162,0 (162,0 м);
- Высота борта в носовой части, на миделе и в корме, м — 14,69—14,72 м (14,7 м) / 10,2—10,3 (10,3) / 8,5—8,51 (8,5);
- Осадка средняя при нормальном и полном водоизмещении, м — 5,29—5,5 (5,3) / 5,7—5,9 (5,7);
- Габаритная осадка (с бульбом) при полном водоизмещении, м — 7,78—8,16 (7,8);
- Выступающие за киль части, м
  - обтекатель ГАС МГ-332 «Титан-2» — 2,0;
  - винты — 0,65—1,05;
  - руль — 0,4—0,5;
- Общая высота рангоута от основной плоскости, м — 39,2 — 41,8;
- Коэффициент общей полноты — 0,5.

#### Корпус
Применение в проекте 1134Б другой главной энергетической установки и внедрение новых видов вооружений привели к изменению (хотя и незначительному) общей компоновки корабля по сравнению с прототипом — БПК проекта 1134-А. Главные размерения увеличились по длине на 12 м, по ширине на 0,6 м, корабль обрёл удлинённый бак, более развитые надстройки (объём их вырос на 38 %), башенноподобную грот-мачту и массивную дымовую трубу. Общий объём корабля достиг 25 000 м³.
Корпус корабля выполнен полностью сварным из сталей различных марок, но основным материалом была сталь марки СХЛ-4. Набор корпуса состоит из 326 шпангоутов со шпацией 500 мм. Корпус разделён 14 главными водонепроницаемыми переборками на 15 водонепроницаемых отсеков. На корабле имеются три палубы (нижняя, верхняя и палуба бака) и три платформы — I, II и III (снизу вверх).
В носовой части корпуса снизу расположен бульбовый обтекатель гидроакустической станции «Титан-2» с диаметром акустической антенны 2 м. Под палубой бака находятся два якорных клюза, около них — датчики контактной станции обнаружения подводных лодок в подводном положении по радиационному контрасту кильватерного следа МИ-110Р и инфракрасная станция обнаружения подводных лодок по тепловому контрасту кильватерного следа МИ-110К. Позади их на верхней палубе находились такелажная кладовая, боцманская и шпилевая. Перпендикулярно диаметральной плоскости, на палубе полубака находится пара реактивных бомбомётных установок РБУ-6000, разделённых специальным вертикальным экраном для взаимной защиты от факелов реактивных бомб при стрельбе. За пусковыми установками РБУ-6000 находится носовая пусковая установка Б-192 универсального ЗРК «Шторм».
На верхней палубе, за шпилевой располагаются: кубрик на 45 мест, рубка гидроакустики, командный пост связи и комплекс постов ГКП — КПКС, носовая электростанция, кубрик на 23 человека, посты радиотехнического вооружения, четырёхместная каюта мичманов, 14-местный кубрик, вертолётные кладовые, ангар, кают-компания мичманов и, непосредственно под взлётно-посадочной площадкой, помещение буксируемой ГАС «Вега» с подъёмно-опускным устройством, закрывающимся с кормы специальной крышкой с гидравлическим приводом (300—326 шпангоуты). Здесь же находится буксируемый акустический охранитель корабля с устройством спуска и подъёма. Под помещением буксируемой ГАС «Вега», в румпельном отделении, размещена рулевая машина, а в ахтерпике — боцманская кладовая.
На нижней палубе находятся различные кладовые, посты ГАС и систем управления ЗРК, посты автоматизированной системы управления и стабилизации, погреб № 5 авиационного боезапаса с торпедами АТ-1, керосинохранилище. На второй платформе расположены форпик, цепной ящик, посты гидроакустики, погреба РГБ-60 и ЗУР В-611, кладовые, рефрижераторные машины, отделения холодильных машин, посты радиотехнического вооружения. На первой платформе — посты ГАС и фундаменты двигателей ГТУ М5 носового машинного отделения с двумя маршевыми двигателями и двумя газотурбинными генераторами ГТГ-12,5 (124—147 шпангоуты) и кормового машинного отделения с четырьмя основными двигателями и одним ГТГ-6А (178—205 шпангоуты). Между машинными отделениями находится отделение успокоителей качки, а за кормовым машинным отделением — кормовое отделение газотурбогенераторов с двумя ГТГ-12,5А.
| Нагрузка масс, % (водоизмещение стандартное — 6590 т) | Нагрузка масс, % (водоизмещение стандартное — 6590 т) | Нагрузка масс, % (водоизмещение стандартное — 6590 т) | Нагрузка масс, % (водоизмещение стандартное — 6590 т) | Нагрузка масс, % (водоизмещение стандартное — 6590 т) | Нагрузка масс, % (водоизмещение стандартное — 6590 т) | Нагрузка масс, % (водоизмещение стандартное — 6590 т) | Нагрузка масс, % (водоизмещение стандартное — 6590 т)      |
| Корпус                                                | Полезная нагрузка                                     | Механическая установка                                | Электрооборудование                                   | Системы                                               | Жидкие грузы                                          | Снабжение и команда                                   | Топливо, вода, масло (от нормального водоизмещения 7700 т) |
| ----------------------------------------------------- | ----------------------------------------------------- | ----------------------------------------------------- | ----------------------------------------------------- | ----------------------------------------------------- | ----------------------------------------------------- | ----------------------------------------------------- | ---------------------------------------------------------- |
| 53,1                                                  | 15,7                                                  | 13,7                                                  | 7,6                                                   | 5,1                                                   | 2,2                                                   | 2,6                                                   | 16,8                                                       |

#### Надстройки
Надстройка корабля занимает большую часть его длины. В ней находятся боевые посты различного назначения, секретная канцелярия, пост носовой аварийной партии, шахты газоходов носового и кормового машинных отделений. В кормовой части надстройки по правому борту находится рубка дежурного по кораблю, рядом с ней — помещение РГБ и каюты офицеров. Столовая команды размещается между 149 и 175 шпангоутами.
Под крыльями мостика ходовой рубки, побортно, размещены две четырёхтрубные пусковые установки КТ-М-1134А (КТ-100) противолодочного комплекса УРПК-3 «Метель». Начиная с четвёртого корпуса серии, на палубе надстроек, перед ходовой рубкой, стали размещать рубку системы космической связи «Цунами-БМ» и корабельного навигационного комплекса «Штырь-2М». В ходе модернизации система «Цунами-БМ» была установлена и на БПК «Керчь». Над этой рубкой находятся 45-мм салютные орудия 21-КМ. Над ходовой рубкой, линейно-возвышенно, расположены антенные посты радиолокационных станций «Дон» и «Волга» (антенный пост второй РЛС «Волга» установлен в верхней части грот-мачты сзади), здесь же, на специальном фундаменте, смонтирован носовой антенный пост РЛС СУ «Гром-М», а побортно от него установлены по одному стабилизированному посту телевизионной системы наблюдения за ближней надводной обстановкой МТ-45Н и оптические перископические визиры главного командного пункта и ходовой рубки. Далее, в корму, идёт небольшая надстройка боевых постов МР-310А из алюминиево-магниевого сплава с четырёхногой решётчатой фок-мачтой и антенной трёхкоординатной радиолокационной станции МР-310А в верхней её части, а также антенным постом радиопеленгатора АРП-50Р. Под надстройкой боевых постов размещены каюта командира корабля и каюта флагмана на одной палубе с ходовой и штурманской рубками. Побортно от фок-мачты размещены антенны РЛС МР-105 «Турель» для управления огнём АУ АК-726. На палубе надстроек между 108 и 124 шпангоутами находятся кают-компания офицеров и, рядом с ней, каюта старшего помощника командира корабля. Позади кают-компании — шахта воздухопроводов носового машинного отделения, за ней — помещение газоходов, по бокам от него установлены АУ АК-726, спереди от основания грот-мачты.
Далее, в корму, в башенноподобной грот-мачте на шести ярусах размещались боевые посты радиотехнического вооружения корабля. Начиная с заказа С-2003, на четвёртом ярусе монтировалась специальная площадка под антенный пост станции радиолокационной обстановки и управления средствами радиопротиводействия «Кольцо», но сама РЛС и её антенный пост были установлены только на БПК «Керчь». На боковых стенках грот-мачты были размещены характерные сдвоенные шарообразные антенны станций радиоэлектронной борьбы МП-150 «Гурзуф-А» и «Гурзуф-Б», а на заказах С-2001 и С-2002 ещё и станции радиотехнической разведки МРП-15-16М «Залив» и МРП-11-12, МРП-13-14. Топ грот-мачты венчала антенна РЛС МР-600 «Восход». Благодаря оригинальному подкреплению под антенный пост РЛС МР-600 обеспечивалось создание интенсивного воздушного потока в верхней части расположенной рядом газоотводной трубы, что, кроме дополнительного охлаждения отводимых газов, создавало благоприятные температурные условия для работы рядом расположенных антенных постов. Газоходы газотурбинной установки были выведены в единую дымовую трубу, отделённую от грот-мачты. Побортно от дымовой трубы располагались две батареи по два шестиствольных 30-мм автомата АК-630 и РЛС МР-123 для управления их стрельбой. В корму от дымовой трубы находились антенный пост второй РЛС «Гром-М» и кормовая пусковая установка Б-192 универсального ЗРК «Шторм», а на палубе юта, побортно — два пятитрубных торпедных аппарата ПТА-53-1134Б.
В кормовой части надстройки между 261 и 286 шпангоутами находился вертолётный ангар полуутопленной конструкции, с двумя открывающимися вбок створками ворот и поднимающейся вверх крышей. На палубе юта, побортно от ангара, были установлены РБУ-1000. Позади надстройки находились стартовый командный пункт вертолёта и вертолётная взлётно-посадочная площадка.

### Энергетическая установка

#### Главная энергетическая установка
Главная энергетическая установка «Беркутов-Б» состояла из двух газотурбинных установок М5 (на «Николаеве» и «Очакове») или М5Е (на всех остальных кораблях). Каждая установка состояла из двух основных двигателей, одного маршевого и двух редукторов. В ГТУ М5 в качестве основных, в то время форсажных, использовались газотурбинные нереверсивные двигатели ДО54, мощностью около 18 000 л. с., а в качестве маршевого — ДО61 реверсивный, мощностью до 6000 л. с. В ГТУ М5Е основными двигателями были нереверсивные ДЕ59, мощностью до 22 500 л. с. каждый, а в качестве маршевого — ДО63 реверсивный, мощностью до 9000 л. с.
В состав газотурбинной установки входил основной суммирующий двухступенчатый реверсивный редуктор РБ54 переборного типа, способный обеспечивать «спарку» основных двигателей и частоту вращения вала на выходе в пределах 280—300 об/мин. В момент работы маршевого двигателя основные выключены, основной редуктор отключался благодаря наличию фрикционно-кулачковых муфт. Автономная работа маршевого двигателя и совместная, в различных комбинациях, с основными двигателями обеспечивалась двухскоростными трёхступенчатыми нереверсивными редукторами маршевого двигателя РО63 переборного типа. Обороты вала на выходе: 1-я скорость — 180—220 об/мин, 2-я — 300 об/мин. На испытаниях мощность главной энергетической установки кораблей на полном переднем ходу была определена в пределах 86 700—102 800 л. с.
С целью уменьшения теплового поля корабля были применены газовоздушные охладители и системы впрыска забортной воды в струю газов над газоходами основных двигателей. На приёме и выхлопе из главных турбозубчатых агрегатов и газотурбогенераторов были применены глушители.
Главная энергетическая установка включала: систему дистанционного автоматизированного управления главным турбозубчатым агрегатом — «Тайфун» («Тайфун-Е»), систему защиты, сигнализации и блокировки главных агрегатов М5 (М5Е) — «Самум» («Самум-Е») и систему дистанционного централизованного контроля агрегатов М5 (М5Е) — «Памир-2» («Памир-2М»). Управление и контроль за главной работой энергетической установки (ГЭУ) производились из поста энергетики и живучести при помощи системы дистанционного автоматизированного управления. Распределение мощностей ГЭУ на основные и маршевые двигатели обеспечило рациональную загрузку газотурбинных двигателей на различных режимах хода и снижало удельный расход топлива. Маршевые двигатели группировались в самостоятельные агрегаты, что давало возможность установить их на подвесные платформы, резко снизить гидроакустическое поле корабля и уровень помех при работе собственных гидроакустических средств на поисковых скоростях хода. Ресурс основных двигателей составлял 6000 часов работы или шесть лет, маршевых двигателей — 20 000 часов работы или шесть лет.

#### Движительно-рулевой комплекс
Рулевой комплекс состоял из одного полубалансирного руля, рулевой машины РЭГ-8-3 и аппаратуры авторулевого «Альбатрос 22-11» (на «Таллине» — «Аист-23-20»). Движительный комплекс состоял из двух бронзовых четырёхлопастных малошумных гребных винтов. В начале 2000 года на «Керчи» после ремонта были установлены новые пятилопастные суперкавитирующие винты.

#### Электроэнергетическая установка
Электроэнергетическая установка корабля включала четыре газотурбогенератора ГТГ-12,5А, имевших приводной двигатель ГТУ-12,5А с ресурсом 20 000 часов и генератор МСК-1560/1500 мощностью 1560 кВт (на «Ташкенте» и «Таллине» генераторы имели мощность 1250 кВт), один газотурбогенератор ГТГ-6А или ГТГ-6И (для обеспечения работы гидроакустической станции в импульсном режиме), состоявший из приводного двигателя ГТУ-6А или ГТУ-6И с ресурсом 20 000 часов и генератора МСК-750/1500 мощностью 750 кВт (на «Ташкенте» и «Таллине» мощностью по 600 кВт). Все агрегаты электроэнергетической установки вырабатывали переменный трёхфазный ток напряжением 400 В, частотой 50 Гц. Управление электроэнергетикой осуществлялось благодаря работе системы дистанционного автоматизированного управления электроэнергетической установкой «Ангара-Б».

### Якорное устройство
В состав якорного устройства кораблей проекта 1134-Б входили: два четырёхтонных становых якоря Холла, две якорные цепи калибром 46 мм, длиной по 300—350 м и весом 16 т, а также два электрических якорно-швартовых шпиля ШЭ-29. Время полной выборки цепи составляло 18 минут. Максимальная глубина постановки на якорь — 100 м (на «Таллине» — 120 м).

### Вспомогательные системы и оборудование
Обеспечение корабля паром на стояночных режимах производили два вспомогательных котла КВВА-6/5 общей паропроизводительностью шесть тонн пара в час, при давлении 5 кг/см². Они размещались в корпусе корабля между 162 и 178 шпангоутами. В зависимости от готовности корабля к бою и походу расход топлива на якорной стоянке составлял 14,0—29,0 т в сутки, котельной воды — 4,0 т/сутки, питьевой и мытьевой воды — 12—15 т/сутки.
Для управления автоматикой главных двигателей на корабле монтировались две автоматизированные дизель-компрессорные станции — 18 ДКС9/400 (производительностью по 18 л/мин) и один электрокомпрессор марки ЭК7,5-2 производительностью 7,5 л/мин. Впервые на кораблях этого проекта были установлены новейшие бромисто-литиевые холодильные установки БМ-600 для системы кондиционирования воздуха. Две рефрижераторные камеры МАК-15 объёмом 28,8 м³ обеспечивали поддержание четырёх режимов температур для хранения различных видов провизии от +1 до −12 °C. Отделение носовых холодильных машин размещалось в районе 87 — 101 шпангоутов. Две опреснительные установки марки П-3 обладали производительностью 25 т в сутки.

### Корабельные технические средства

#### Средства связи
Средства связи на кораблях проекта были представлены шестью радиопередатчиками, четырнадцатью радиоприёмниками, тринадцатью коротковолновыми и УКВ приёмо-передатчиками. Корабли начиная с заказа С-2004 (а после ремонта и С-2003) укомплектовывались средствами космической связи Р-790 «Цунами». Средства зрительной связи включали светосигнальные приборы и прожекторы: два МСНП-250М, два МСНП-125 и два МСЛ-Л45/2. «Беркуты-Б» оборудовались также бинокулярными перископическими визирами ВПБ-454 и ВПБ-451 (по два комплекта).

#### Химическое вооружение
Большие противолодочные корабли проекта 1134-Б в составе химического вооружения имели тот же состав средств, что и корабли проекта 1134-А, и укомплектовывались: универсальной системой водяной защиты УСВЗ (один комплект), тремя комплектами зимней спецобработки КСЗО. На корабле имелись санитарно-химический блок СХБ, 12 корабельных дегазационных комплектов КДК, 5—9 фильтровентиляционных установок ФВУ, 27 фильтров-поглотителей, дозиметрическая установка КДУ-4, система автоматического кондиционирования, шесть радиометров и другое оборудование.

#### Водоотливные и противопожарные средства
Водоотливные средства на корабле были представлены 14 стационарными отливными насосами НЦВ-315/10, шестью переносными водоотливными погружаемыми насосами ЭСН-16/П, стационарными и переносными водоотливными эжекторами производительностью от 10 до 30 т воды в час (проектом было предусмотрено четыре таких эжектора, но по опыту боевой службы их число было увеличено до девяти стационарных и 11 переносных эжекторов ВЭЖ-21.
В состав противопожарных средств входили пять систем пожаротушения СО-500, две станции жидкостного пожаротушения ЖС, восемь пожарных электронасосов НЦВ-160/800, система автоматического быстродействующего орошения погребов боезапаса, автоматическая ингибиторная система погребов с системой управления «Онега-15», система автоматического включения средств пожаротушения в погребах боезапаса «Карат» (и позже — «Карат-М»).

#### Медицинский блок
В состав медицинского блока входили: операционный блок и амбулатория (с зубоврачебным креслом и оборудованием), лазарет на четыре койки, приёмная, стерилизационная, изолятор на две койки, в районе 205—211 шпангоутов по обеим бортам размещались медицинские кладовые.

#### Катера, шлюпки, спасательные средства
На кораблях имелось: по одному командирскому катеру проекта 1390 вместимостью восемь человек, по одному рабочему катеру проекта 338ПК вместимостью 20 человек, по одному шестивёсельному ялу П-6 вместимостью 13 человек. Спасательные средства были представлены 36 спасательными десятиместными плотами ПСН-10М и 30 спасательными кругами ПХВ-1.

### Корабельные запасы
В междудонном пространстве между 27 и 311 шпангоутами размещались 36 топливных цистерн, масляная цистерна на 22 т и цистерна котельной воды на 15 т. В кормовой части междудонного пространства находилось керосинохранилище для вертолёта на 21 000 л авиационного топлива. Пресная вода размещалась в трёх цистернах — № 1 (между 20 и 24 шпангоутами) на 22,6 т, № 2 и № 3 (между 233 и 255 шпангоутами) на 44,5 и 75,4 т соответственно.
| Корабельные запасы, т.   | Корабельные запасы, т. | Корабельные запасы, т. | Корабельные запасы, т. | Корабельные запасы, т. | Корабельные запасы, т. | Корабельные запасы, т. | Корабельные запасы, т. |
| Название корабля         | «Николаев»             | «Очаков»               | «Керчь»                | «Азов»                 | «Петропавловск»        | «Ташкент»              | «Таллин»               |
| ------------------------ | ---------------------- | ---------------------- | ---------------------- | ---------------------- | ---------------------- | ---------------------- | ---------------------- |
| Запас топлива полный     | 1830                   | 1820                   | 1820                   | 1820                   | 1830                   | 1830                   | 1830                   |
| Запас топлива наибольший | 2153                   | 2054                   | 2065                   | 2065                   | 2065                   | 1918                   | 1918                   |
| Газотурбинное масло      | 10,4                   | 9,0                    | 19                     | 19                     | 19                     | 19                     | 19                     |
| Турбинное масло          | 11,6                   | 10                     | 10                     | 10                     | 10                     | 10                     | 10                     |
| Питьевая и мытьевая вода | 144,5                  | 145,0                  | 145,0                  | 145,0                  | 145,0                  | 145,0                  | 145,0                  |
| Котельная вода           | 14                     | 14                     | 14                     | 14                     | 14                     | 14                     | 14                     |
| Авиационный керосин      | 16,8                   | 16,8                   | 16,8                   | 16,8                   | 16,8                   | 16,8                   | 16,8                   |

Передача топлива и снабжения на ходу в море осуществлялась при помощи четырёх канатных дорог, расположенных симметрично с правого и левого бортов и позволяющих принять полный запас топлива со скоростью 200 т/час за 3—4 часа. Приём воды осуществлялся со скоростью 20 т/час, приём сухих грузов — 5 т/час. Всего на корабле было семь приёмных устройств топлива диаметром 150—200 мм, два приёмных устройства котельной воды диаметром 50 мм и три приёмных устройства питьевой воды диаметром 50 мм. Корабли проекта также оборудовались двумя стрелами грузоподъёмностью по 3 т и двумя переносными грузовыми балками грузоподъёмностью по 250 кг.
Автономность составляла 30 суток по запасам воды и топлива и 45 суток по запасам провизии.

### Экипаж и условия обитаемости
Экипаж корабля состоял из 49—52 офицеров, 62—64 мичманов и 311—319 членов старшинского и рядового состава.
Командир корабля и его старший помощник размещались в отдельных одноместных каютах, офицеры корабля — в пяти одноместных блок-каютах (в том числе двух «адмиральских» со всеми удобствами), в 21 двухместной каюте, в одной трёхместной и одной четырёхместной каютах. Офицерская кают-компания имела 44 посадочных места, кают-компания мичманов — 32 места. Мичманы и главные старшины размещались в двух двухместных, четырёх четырёхместных, двух пятиместных, в одной шестиместной каютах, а также в девяти- и десятиместных кубриках. Спальные места были предусмотрены для 54 офицеров и 64 мичманов. Старшинский и рядовой состав жили в 12 кубриках на 320 мест (от 15 до 54 человек). Весь рядовой состав имел штатные спальные места. Питание старшинского и рядового состава осуществлялось в две смены в столовой команды на 150 посадочных мест. В кают-компании офицеров и в столовой команды располагались специальные киноаппаратные.
Медицинское обслуживание на корабле осуществлялось в медицинском блоке, включавшем операционный блок и амбулаторию с зубоврачебным креслом и оборудованием, лазарет на четыре койки, приёмную, стерилизационную, изолятор на две койки, медицинские кладовые (в районе 205—211 шпангоутов).

### Мореходность и манёвренные характеристики
Корабли проекта 1134-Б обладают неограниченной мореходностью. Использование ракетного оружия возможно при волнении моря до 5 баллов, скорости ветра до 20 м/с, по крену 12° — 15°, по дифференту 5° — 8°. Непотопляемость корабля гарантированно обеспечивается при затоплении трёх любых смежных отсеков.
| Запас плавучести, т                                                             | 13 340—13 485 | 12 595    | 11 590    |
| Остойчивость, начальная поперечная метацентрическая высота (проектные значения) | 1,0—1,11      | 1,45—1,57 | 1,53—1,87 |

Время до полной остановки корабля с момента подачи команды «полный задний ход» на полном переднем ходe составляет 122—160 с, а проходимое за это время расстояние — 4,9—5,1 длин корабля. Время до полной остановки с момента подачи команды «полный передний ход» на полном заднем ходу составляет 80—105 с, проходимое за это время расстояние — 1,7—2,6 длин корабля. Диаметр циркуляции на полном переднем ходу при угле перекладки руля 35° при нормальном водоизмещении составляет 4,6—5,9 длин корабля, при этом максимальный угол крена составляет 8°—10°. Минимальная скорость управляемости на переднем ходу — 5,0—5,5 узлов.

## Вооружение

### Зенитно-ракетное вооружение
Для стрельбы по воздушным и морским целям корабль проекта 1134-Б был вооружён универсальным зенитно-ракетным комплексом М-11 «Шторм» (впоследствии «Шторм-М» и «Шторм-Н»). Конструкторским бюро завода «Большевик» специально для этого проекта была разработана новая пусковая установка — Б-192 конвейерного типа, что позволило увеличить боезапас зенитных управляемых ракет (ЗУР) до 80 единиц в двух погребах. Пусковые установки ЗРК «Шторм» располагалась в диаметральной плоскости корабля: одна в носовой и одна в кормовой частях на палубе надстройки. Каждая из пусковых установок представляла собой спаренную стабилизированную установку тумбового типа с нижней подвеской ЗУР на направляющих балках с углами обстрела: № 1 — 0°±130°, № 2 — 180°±150°. В одном залпе ЗРК — две ракеты (в обеих пусковых установках — четыре). Интервал стрельбы — 50 с. Частью комплекса являлась универсальная система приборов управления стрельбой 4Р-60М «Гром-М» (два комплекта) с аппаратурой регламентного контроля «Грачка» (два комплекта). Носовой «Гром-М» обеспечивал управление стрельбой УРПК-3 «Метель», а после модернизации — УРК-5 «Раструб». Зона поражения ЗРК: по дальности — 6—33,5 км, по высоте — 0,1—25 км. Последующие модернизации комплекса («Шторм-М», 1972; «Шторм-Н», 1980) позволили понизить нижнюю границу зоны поражения и обеспечили возможность стрельбы вдогон и по маневрирующим целям, а «Шторм-Н» обеспечили и возможность стрельбы по низколетящим противокорабельным ракетам.
Для поражения воздушных и морских целей на малой дальности был предназначен ЗРК «Оса-М», устанавливавшийся на кораблях проекта в составе двух комплексов (побортно). При угле возвышения в 15° горизонтальное наведение осуществлялось в пределах 18°—165° по каждому борту. Скорострельность ЗРК по воздушным целя — 2 выстрела в минуту, по надводным целям — 2,8, зона поражения: по дальности от 1,5 до 10 км, по высоте — 0,05—5,0 км. Обнаружение целей для ЗРК производилось с помощью РЛС 4Р-33 (на корабле — два комплекта), которая обеспечивала обнаружение целей на высотах до 4000 м и на дальности 25—30 км (на больших высотах — до 50 км). ЗРК был способен принимать целеуказание и от корабельных РЛС.

### Противолодочное вооружение

#### Управляемый ракетный противолодочный комплекс
Главным противолодочным оружием большого противолодочного корабля проекта 1134-Б, как и на кораблях проекта 1134-А, стал противолодочный ракетный комплекс второго поколения УРПК-3 «Метель» (принят на вооружение в 1973 году). В состав комплекса входили две четырёхтрубные ненаводящиеся неподвижные палубные пусковые установки КТ-М-1134А, или КТ-100 контейнерного типа, расположенные по бортам корабля под крыльями ходового мостика. Боекомплект — восемь управляемых противолодочных ракето-торпед 85Р калибра 533 мм с дальностью полёта ракеты от 6 до 55 км и дальностью хода самонаводящейся торпеды АТ-2У 8 км. Скорость полёта ракеты — 0,95 Маха, скорость хода торпеды в режиме поиска/сближения с целью — 25/40 узлов соответственно. Ракето-торпеды могли оснащаться зарядом из обычного взрывчатого вещества или ядерной боеголовкой. Система приборов управления полётом ракеты УРПК-3 была унифицирована с системой управления стрельбой зенитных ракет «Гром-М» носового УЗРК М-11 «Шторм», с аппаратурой предстартовой автоматики «Тюльпан». Интервал стрельбы — 6 минут. В залпе — две ракеты. Повторное заряжание могло производиться только в базе при помощи плавучего крана. Ракетный противолодочный комплекс мог применяться при любой скорости хода, при бортовой качке не более 15° и при килевой качке не более 5°, волнении моря 5 баллов и скорости ветра не более 20 м/с.
В 1980-е годы при выполнении модернизации кораблей проекта они получили новый, более совершенный, универсальный ракетный комплекс УРК-5 «Раструб» (подробнее см. раздел «Модернизации»).

#### Комплекс реактивно-бомбового оружия
Комплекс реактивно-бомбового оружия, установленный на корабле, предназначался для уничтожения подводных лодок и атакующих торпед противника. В него входили две носовые двенадцатиствольные пусковые установки РБУ-6000 «Смерч-2» и две кормовые шестиствольные пусковые установки РБУ-1000 «Смерч-3». Углы обстрела РБУ-6000: ПУ № 1 правого борта — 325°—0°—137°, ПУ № 2 левого борта — 223°—0°—35°. Углы обстрела РБУ-1000: ПУ № 1 правого борта — 15°—180°, ПУ № 2 левого борта — 180°—345°. Предельные углы вертикального наведения РБУ обоих типов — от −90° до +65°. Скорость наведения — 30° в автоматическом режиме. Боезапас для РБУ-6000 насчитывал 144 212-мм 119,5-кг реактивные бомбы РГБ-60, хранящихся в погребах на стеллажах в вертикальном положении. Боезапас для РБУ-1000 — 60 300-мм 196-кг реактивных бомб РГБ-10. Применение РБУ было возможно при волнении моря до 8 баллов. Целеуказание РБУ выдавалось корабельными гидроакустическими станциями с передачей в систему ПУСБ для наведения установок.

#### Торпедное вооружение
Торпедное вооружение корабля предназначалось для поражения подводных лодок противника в ближней зоне обороны (6—8 км) и было представлено двумя пятитрубными торпедными аппаратами ПТА-53-1134Б, установленными побортно на палубе полубака, с суммарным боезапасом десять торпед 53-65К и СЭТ-65 (залп мог производиться в 2-4-5 торпед). Стандартной комплектацией была следующая: шесть (четыре) торпед 53-65 и четыре (шесть) торпеды СЭТ-65. Углы обстрела от траверза — 60° в нос и 50° в корму. Перезарядка торпедных аппаратов в море не предусматривалась, и запасные торпеды на борт не принимались. Система управления торпедной стрельбой — «Тифон-1134Б». Применение торпедного вооружения было возможно при волнении моря не более 5 баллов и скорости хода цели не более 60 узлов.

### Артиллерийское вооружение
Главный калибр на кораблях проекта был представлен двумя 76,2-мм двухорудийными автоматическими АУ АК-726 башенного типа и двумя системами приборов управления стрельбой МР-105 «Турель». Артиллерия главного калибра на кораблях предназначалась для ведения артиллерийского огня по воздушным, надводным и береговым целям. Боезапас одной АУ — 2400 выстрелов, дальность стрельбы по воздушным целям — 13 км, по морским и береговым — 15,7 км. Темп стрельбы — 90 выстрелов в минуту. Длина непрерывной очереди — 40—45 выстрелов. Наведение АУ — местное и дистанционное (от приборов управления стрельбой МР-105 «Турель»).
Комплекс малокалиберной зенитной артиллерии включал две батареи 30-мм шестиствольных автоматизированных артиллерийских установок АК-630 в составе четырёх автоматов. Боезапас одного шестиствольного автомата — 2000 выстрелов. Максимальная дальность стрельбы — 8100 м, досягаемость по высоте — 5000 м. Предельные углы обстрела АУ: № 1 и № 2 правого и левого бортов — 22°—158°, № 3 и № 4 правого и левого бортов — 22°—150°.

### Авиационное вооружение
В палубном кормовом (полуутопленного типа) ангаре размерами 12,5×4,8×5,5 м обеспечивалось постоянное базирование одного вертолёта Ка-25ПЛ. В ангаре имелось устройство для подъёма-опускания вертолёта — подъёмник (лифт) ПВН-9000/2. Взлётно-посадочная площадка (ВПП) размерами 11,5×10 м освещалась светотехническим оборудованием. Имелся стартовый командный пункт вертолёта с планшетом воздушной и надводной обстановки и остеклением большей площади, чем на проекте 1134-А. ВПП была оборудована системами ближней навигации и посадки вертолёта, радиоприводом Р-653. Корабли проекта 1134-Б были укомплектованы также системами технического обслуживания вертолёта.
Боекомплект авиационного вооружения включал: пять — шесть авиационных торпед, четыре бомбы ПЛАБ-250-120, восемь бомб ПЛАБ-50, два специзделия РЮ-2 (ядерные глубинные бомбы), 54—72 РГБ-НМ «Чинара» (или «Жетон»), 15 «Поплавок-1А», по десять штук ориентирных авиационных морских бомб ОМАБ-25-12Д и ОМАБ-25-8Н. Погреба боезапаса и спецбоезапаса для вертолёта, посты РГБ, кладовые и мастерская размещались в смежных с ангаром помещениях.

### Системы, обеспечивающие ракетно-артиллерийское оружие
В состав систем, обеспечивающих ракетно-артиллерийское оружие, входили: системы групповой стабилизации (гироазимуты) «Надир-1134А/Б» (четыре комплекта); системы целеуказания (см. раздел «Автоматизированные системы управления») и система обеспечения одновременного и безопасного использования оружия — «Створ».

### Системы пассивного радиопротиводействия
Система пассивного радиопротиводействия была представлена комплексом ПК-2, быстроходным акустическим охранителем корабля БОКА-ДУ (один комплект) и одним комплектом размагничивающего устройства УРТ-860 или УРТ-860М (360 В, 64 кВт, 128 А).
Комплекс ПК-2 включал: реактивные двуствольные установки для постановки пассивных помех ЗИФ-121 калибра 140-мм — два комплекта; систему приборов управления стрельбой «Терция» — один комплект; снарядов ТСП: Д1 — 80, Д2 — 60, ДО-60. Углы обстрела пусковых установок — 10° левого борта (правого борта) — 0° — 168° правого борта (левого борта). Целеуказание установкам обеспечивалось при помощи одного комплекта системы «Аллея-Б» (на С-2001 и С-2202) или МВУ-202 и МПЦ-301 (на остальных кораблях). На БПК «Петропавловск» в процессе ремонта на «Дальзаводе» в 1985—1989 годах был дополнительно установлен комплекс ПК-10 (8×10 122-мм ПУ).

### Радиотехническое вооружение
Корабли проекта 1134-Б отличались высокой насыщенностью радиотехнического вооружения и имели 22 основных антенных поста. Объём радиотехнического вооружения и систем управления оружием занимал 59 % всего объёма установленного вооружения. Для обеспечения электромагнитной совместимости средств радиотехнического вооружения на кораблях была установлена система «Звёздочка-1134Б».

#### Радиолокационные станции обнаружения воздушных и надводных целей
На корабле была установлена трёхкоординатная радиолокационная станция дальнего обнаружения МР-600 «Восход» с дальностью обнаружения воздушных целей 500 км (низколетящих — 50 км), морских целей — 50 км. Станция обладала высокой защищённостью от активных и пассивных помех и обеспечивала сложность радиоэлектронного подавления практически от всех имеемых на тот момент в мире средств, кроме средств РЭП американских самолётов «Grumman EA-6 Prowler». При прохождении модернизации в 1987 году БПК «Керчь» получил вместо МР-600 «Восход» опытную корабельную трёхкоординатную РЛС сверхдальнего обнаружения МР-700 «Подберёзовик». Дублирующей станцией для РЛС «Восход» была РЛС общего обнаружения МР-310А «Ангара-А». Станция была сопряжена с системой обработки информации с использованием ЭВМ и обеспечивала обнаружение воздушных целей на дальностях до 200 км, морских целей — на дальностях до 40 км, а также автоматическое сопровождение до 15 целей одновременно.
Навигационные станции «Волга» и «Дон» 3-см диапазона могли обнаруживать надводные цели на дальности до 30 км, воздушные — на дальности до 50 км. Навигационная РЛС «Дон» являлась резервной и устанавливалась на БПК изначально по проекту.

#### Станции обнаружения подводных объектов
На кораблях проекта 1134-Б в качестве основной гидроакустической станции (ГАС) служила подкильная станция освещения подводной обстановки МГ-332 «Титан-2» (установлена только на С-2001 и С-2002, на других кораблях устанавливалась ГАС МГ-332Т «Титан-2Т» с улучшенными характеристиками), монтируемая в носовом «бульбообразном» обтекателе. ГАС работала в режиме эхо- и шумопеленгования и предназначалась для обнаружения и определения координат подводных лодок, а также выдачи данных в посты управления противолодочным оружием. Реальная дальность обнаружения станцией подводных лодок находилась в пределах 2—10 км, хотя в прессе публиковались и данные о дальности обнаружения в пределах 20—32 км. ГАС работала в круговом или секторном режимах.
Кроме подкильной ГАС, большие противолодочные корабли проекта 1134-Б вооружались буксируемой гидроакустической станцией МГ-325 «Вега» с глубиной опускания антенны до 100 м и дистанцией обнаружения в пределах 2—25 км (реально до 15 км), в том числе в плохих гидрометеорологических условиях и на высоких скоростях (25 узлов) буксировки «тела» станции. В качестве ГАС подводной связи и опознавания на корабли устанавливалась станция МГ-26 «Хоста».
На корабли устанавливался также «Лучеграф» МГ-33 — аналоговый построитель зон акустической освещённости с учётом вертикального распределения скорости звука.
На БПК «Ташкент» и «Таллин» изначально было установлено по две ГАС обнаружения подводных диверсантов в якорном режиме МГ-7, впоследствии этой станцией были оборудованы и другие корабли. Антенны носового и кормового комплектов станций МГ-7 хранились на верхней палубе, а на стоянке опускались с помощью кабель-троса в воду, одновременно открывалась вахта наблюдения за подводной обстановкой для борьбы с боевыми пловцами.
В составе гидроакустического вооружения изначально также устанавливались: контактная станция обнаружения подводных лодок по тепловому контрасту кильватерного следа — МИ-110К — и инфракрасная станция обнаружения подводных лодок по радиационному контрасту кильватерного следа МИ-110Р. В дальнейшем на кораблях осталась только усовершенствованная станция МИ-110КМ.
Корабли проекта оборудовались приёмоиндикаторной аппаратурой связи с радиолокационными гидроакустическими буями МГ-409К. В состав средств обнаружения входил также один комплект телевизионной аппаратуры отражения ближней надводной обстановки. На «Таллине» и «Ташкенте» имелся корабельный приёмный пост МГС-407К.

#### Автоматизированные системы управления
Большие противолодочные корабли проекта 1134-Б укомплектовывались автоматизированными системами управления (АСУ), которые постоянно совершенствовались, модернизировались и дополнялись в течение всей службы кораблей. Эволюция автоматизированных систем управления приводила к изменению их состава, взаимной передаче некоторых функций одной системы другой и повышению уровня их автоматизации.
В составе АСУ первых двух кораблей серии («Николаева» и «Очакова») имелись корабельная электронная система автосъёма, обработки радиолокационной информации и целеуказания оружию корабля «Байкал-С4» и система взаимного обмена информацией (в том числе трансляция целеуказания) между кораблями тактической группы (соединения) «Аллея-1134Б», которые были комплексно задействованы с боевой информационно-управляющей системой «Корень-1134Б», занимавшейся сбором, обработкой и отображением информации и выдачей рекомендаций по использованию корабельного оружия.
На остальных пяти кораблях серии вместо БИУС «Корень-1134Б» устанавливались морское вычислительное устройство МВУ-202, корабельная автоматическая система сбора, обработки информации, целеуказания и управления. Большим недостатком этой системы был ручной ввод обстановки: БИУС была цифровой, а все корабельные радиоэлектронные системы — аналоговые, что создавало большие проблемы со временем при взаимном обмене информацией, и обычно при плавании в составе тактической группы МВУ-202 фактически не работала. Система «Аллея-1134Б» была установлена на «Керчи» и «Азове», а на кораблях более поздней постройки («Петропавлоске», «Ташкенте» и «Таллине») заменялась корабельной автоматизированной системой управления тактической группы кораблей (до 9 вымпелов) МВУ-203. Система «Байкал-С4» устанавливалась на БПК «Керчь» и «Азов», а в дальнейшем заменялась более поздними модификациями — МРО-410А («Петропавловск») и МРО-400 («Таллин» и «Ташкент»), способными обрабатывать радиолокационную информацию, сопровождать до 15 целей и выдавать целеуказание одновременно по шести из них.

#### Системы целеуказания
На первых двух кораблях серии устанавливались следующие системы целеуказания. Ракетно-артиллерийскому оружию: МР-600, МР-310А, «Корень-1134Б», «Байкал-С4» и резервная система целеуказания оружию ПВО — МПЦ-301 (также она обеспечивала целеуказание ПК-2). УРПК-3 «Метель»: по данным корабельной ГАС — МГ-332 и БИУС «Корень-1134Б»; по данным вертолётного выносного поста — МР-310А, «Байкал-С4» и «Корень-1134Б»; по данным корабельного выносного поста — МР-310А, «Байкал-С4», «Аллея-1134Б», «Корень-1134Б». Торпедно-бомбовому оружию: МГ-332 в комплексе «Буря-1134Б» и «Тифон-1134Б». Система групповых атак подводных лодок «Дозор-1».

#### Средства радиоэлектронной борьбы
Первые два корабля серии комплектовались радиолокационными станциями поиска и пеленгования МРП-15-16М «Залив» (1 комплект), МРП-11-12 и МРП-13-14 (по 2 комплекта), способными обнаруживать и пеленговать работающие РЛС противника, определять параметры их работы. На БПК «Керчь» и на последующих кораблях серии предполагалось устанавливать станцию радиолокационной обстановки и управления средствами радиопротиводействия «Кольцо», однако установлена она была только на «Керчи», на остальных кораблях серии она не устанавливалась, хотя площадки под антенные посты станции на кораблях резервировались.
Средства активной радиоэлектронной борьбы (РЭБ), установленные на корабле, были предназначены для создания ответных, прицельных по частоте, маскирующих, имитационных и уводящих помех корабельным, береговым и самолётным РЛС обнаружения, управления оружием, а также радиолокационным головкам самонаведения крылатых ракет с быстрой перестройкой частоты. Средства РЭБ были представлены двумя станциями ответных помех МРП-150 «Гурзуф-А». Станции имели функции ВЧШ (высокочастотная шумовая), МОД (многократноответная по дальности), УД (уводящая по дальности), НЧШ (низкочастотная шумовая, уводящая по углу) и комбинированные (МОД+УД и МОД+НЧШ). Кроме станций МРП-150, на кораблях устанавливались одна станция радиопомех Р-740 и одна станция аналогичного назначения Р-743.
В составе средств радиоразведки и радиопомех имелись также аппаратура управления, аппаратура записи сигналов, контрольно-управляющее устройство радиопомех, телеграфные аппараты и магнитофоны. Большие противолодочные корабли проекта 1134-Б оборудовались системами государственного опознавания «Никель-КМ» (4 комплекта) и «Нихром-КМ» (2 комплекта). На заказе С-2005 в ходе ремонта была установлена система сообщения о лазерном излучении «Спектр-Ф».

### Штурманское вооружение
Штурманское вооружение корабля включало: двухгирокомпасную систему «Курс-5» (два комплекта); магнитный компас УКП-М3, заменённый впоследствии на МК-127; лаг МГЛ-50М (два комплекта), автопрокладчик АП-4-1134Б; эхолот НЭЛ-5 или НЭЛ-10; радиопеленгатор АРП-50; до 12 комплектов различных приёмо-индикаторов; корабельный измеритель ветра КИВ; инфракрасная аппаратура ночного совместного плавания «Огонь-50-1»; четыре навигационных секстанта.

## История службы
Корабли проекта служили в составе Черноморского и Тихоокеанского флотов ВМФ ССР. Наибольшую боевую нагрузку испытывали корабли, служившие в составе Тихоокеанского флота. Сведённые в несколько КПУГ, эти корабли непрерывно выполняли поисковые операции в Филиппинском море, являвшемся местом боевого патрулирования американских ПЛАРБ, каждая из которых несла 16 баллистических ракет «Посейдон», способных поразить любой из объектов на территории Дальнего Востока и Сибири. По причине выдающейся мореходности больших противолодочных кораблей проекта 1134-Б, наличия в составе их вооружения мощных средств ПВО и ПЛО и пригодности для решения задач вытеснения американских ПЛАРБ из зоны их боевого патрулирования командование Тихоокеанского флота планировало получить в распоряжение Тихоокеанского флота все семь кораблей проекта 1134-Б. Но в планы командования Черноморского флота это не входило, так как «Беркуты-Б» активно привлекались к несению боевой службы в составе 5-й оперативной эскадры и в Средиземном море, и в Атлантическом океане. Всего в конце 1970-х — начале 1980-х годов Тихоокеанскому флоту было передано четыре из семи кораблей проекта 1134-Б («Петропавловск», «Ташкент», «Таллин», «Николаев»).
С началом разворачивания США системы «Трайдент-1», а затем и «Трайдент-2», американские ПЛАРБ получили возможность производить пуски баллистических ракет из точек, прилегающих к территории США или вообще из военно-морских баз. В итоге к 1985 году американские ПЛАРБ прекратили боевое патрулирование в Филиппинском море. В новых условиях для «Беркутов-Б» стали требоваться другие цели.
Начиная с 1980 года тихоокеанские большие противолодочные корабли приступили к выполнению новой боевой задачи. В этот период на боевые службы в Охотское море стали выходить советские ракетные подводные крейсера стратегического назначения (РПКСН), обладавшие способностью наносить удар по территории США из фактически внутреннего моря. Большим противолодочным кораблям проекта 1134-Б были выданы задача ведения поисковых операций по выявлению и вытеснению американских многоцелевых атомных подводных лодок из районов боевого дежурства советских РПКСН, а также задача сопровождения подводных крейсеров в районы их боевого дежурства. С вводом в состав Тихоокеанского флота тяжёлых авианесущих крейсеров «Минск» и «Новороссийск» и появлением планов по пополнению флота новыми аналогичными кораблями возникла необходимость их охранения в океанской зоне. Мореходный корпус, газотурбинная энергетическая установка и наличие возможности глубокой модернизации делали «Беркуты-Б» востребованными и в качестве океанских кораблей охранения. В связи с этим, Северное проектно-конструкторское бюро выполнило ряд проработок модернизаций представителей проекта 1134-Б в многоцелевые или ударные корабли, но постоянно ухудшавшееся в 1980-е годы экономическое положение СССР и вскоре последовавший его распад не позволили реализовать планы по модернизации кораблей этого проекта (подробнее см. раздел «Модернизации»).
«Беркуты-Б» во время своей службы выполняли и военно-политические миссии (например, «Таллин» способствовал сохранению власти дружественного СССР правительства Сейшельских островов), присутствовали в «горячих» точках, наблюдая за ходом боевых действий воюющих стран, демонстрировали военное присутствие СССР.
После 1991 года, когда советский военно-морской флот ушёл из Мирового океана, корабли проекта 1134-Б прекратили выходить на регулярные боевые службы. За 1990-е — 2000-е годы этим кораблям, постепенно выводящимся из состава флота, удалось выйти лишь на одну боевую службу («Керчь» в 1993 году) и совершить лишь несколько дальних походов, в том числе с посещением иностранных портов: это два похода «Петропавловска» в Восточно-Китайское и Южно-Китайское моря (1993), поход «Керчи» в Пирей для обеспечения визита в Грецию президента РФ Б. Н. Ельцина (1994 год) и посещения этим же кораблём портов Варна (Болгария, 1996), Мессины (Италия) и Канн (Франция, 1998).
| Этапы службы больших противолодочных кораблей проекта 1134-Б | Этапы службы больших противолодочных кораблей проекта 1134-Б | Этапы службы больших противолодочных кораблей проекта 1134-Б | Этапы службы больших противолодочных кораблей проекта 1134-Б | Этапы службы больших противолодочных кораблей проекта 1134-Б | Этапы службы больших противолодочных кораблей проекта 1134-Б | Этапы службы больших противолодочных кораблей проекта 1134-Б |
| Имя корабля и заводской номер                                | Соединение | Прохождение средних ремонтов                                 | Исключён из боевого состава флота                            | Дата спуска флага                                            | Дата расформирования                                         |                                                              |
| ------------------------------------------------------------ | --- | ------------------------------------------------------------ | ------------------------------------------------------------ | ------------------------------------------------------------ | ------------------------------------------------------------ | ------------------------------------------------------------ |
| «Николаев» С-2001                                            | 70-я БрПК ЧФ (с 11 марта 1972), 11-я БрПК (с 5 ноября 1972), 181-я БрСРК (с 1976) 11-я БрПК (с 1978), 21-я БрПК (с 25 августа 1982), 175-я БрРК 10-й ОПЭСК КТОФ (с 27 февраля 1984), 183-я БрПК, 48-я ДиПК 10-й ОПЭСК (с марта 1991) | 1976—1978, 11 ноября 1987—н/д                                | 30 сентября 1992                                             | н/д                                                          | 31 декабря 1992                                              |                                                              |
| «Очаков» С-2002                                              | 21-я БрПК КЧФ (с 12 декабря 1973) | 1990—2011                                                    | н/д                                                          | 20 августа 2011                                              | н/д                                                          |                                                              |
| «Керчь» С-2003                                               | 70-я БрПК ЧФ (с 25 декабря 1974) 11-я БрПК (с 1995) | 1984—1988, 2006                                              | 30 декабря 2014                                              | 25 января 2020                                               | н/д                                                          |                                                              |
| «Азов» С-2004                                                | 30-я ДиПК КЧФ | н/д                                                          | 1 ноября 1998                                                | 10 декабря 1998                                              | н/д                                                          |                                                              |
| «Петропавловск» С-2005                                       | 175-я БрРК 10-й ОПЭСК КТОФ (с 24 апреля 1979) 183-я БрПК (с 1 марта 1985) 48-я ДиПК (с марта 1991) 44-я БрПК (с 30 августа 1994) | 9 октября 1986 — 12 февраля 1990                             | 26 февраля 1997                                              | н/д                                                          | н/д                                                          |                                                              |
| «Ташкент» С-2006                                             | 175-я БрРК 10-й ОПЭСК КТОФ (с 24 апреля 1979) 183-я БрПК (с 1 марта 1985) 48-я ДиПК (с марта 1991) | 20 декабря 1989—1991                                         | н/д                                                          | н/д                                                          | 29 октября 1992                                              |                                                              |
| «Таллин» С-2007                                              | 175-я БрРК 10-й ОПЭСК КТОФ (с 31 декабря 1979) 183-я БрПК (с 1 марта 1985) 201-я БрПК (с января 1989) 48-я ДиПК (с марта 1991) | 1990—1991                                                    | 1994                                                         | н/д                                                          | н/д                                                          |                                                              |

## Модернизации
В отличие от своих предшественников — больших противолодочных кораблей проектов 1134 и 1134-А — «Беркуты-Б» обладали большим модернизационным потенциалом. Данное обстоятельство принималось в расчёт и в ЦКБ-53 (Северном ПКБ), а позднее и в Южном ПКБ, благодаря чему было сделано более 50 проработок различных вариантов оснащения кораблей новым вооружением.

### Ранние проекты модернизации
В 1971 году главнокомандующий Военно-Морским Флотом СССР С. Г. Горшков предложил проработать проект нового корабля с ударным ракетным комплексом вместо противолодочного, заменить УРПК-3 «Метель» на противокорабельный ракетный комплекс (ПКРК) П-500 «Базальт». Под руководством В. Д. Рубцова было разработано несколько вариантов такого корабля. Один из вариантов представлял собой увеличенный БПК проекта 1134-Б (длина корпуса увеличилась на 13 м, ширина — на 2,3 м, водоизмещение — на 2700 т). Восемь пусковых установок ПКРК П-500 конструкторы разместили одиночно, побортно, друг за другом, по причине того, что габариты пусковых установок противокорабельных ракет П-500 превышали размеры пусковых установок комплекса «Метель». Другой вариант модернизации не предполагал увеличения размерений корпуса корабля и его водоизмещения, но при этом снимался один УЗРК «Шторм», торпедные аппараты, реактивные бомбомётные установки РБУ-1000 и вертолёт, а пусковые установки комплекса П-500 устанавливались попарно в корму, и их число возросло до 12. Были разработаны и другие варианты. Решения по модернизации проекта 1134-Б, оценённые в целом как удачные, стали основанием для принятия комиссией при Совете Министров СССР по военно-промышленным вопросам решения от 20 апреля 1972 года о начале разработок проекта нового корабля, а не модернизации старого проекта, как предполагалось ранее.
К этому времени обозначились перспективы в изготовлении зенитного ракетного комплекса большой дальности с установками вертикального старта и ряда новых образцов корабельной артиллерии. ЦКБ-53 начало проработку проекта 1134-БК (а также проекта 1134-АК) под перспективный универсальный многоканальный зенитный ракетный комплекс «Квант» с дальностью действия 80 км по воздушным целям и 40 км — по морским (при наличии выносного поста целеуказания дальность поражения морских целей существенно увеличивалась). По проекту 1134-БК предусматривалась установка 64 ракет в пусковых установках вместо УЗРК «Шторм» (32 в носовой части полубака и столько же в кормовой), замена артиллерийского комплекса АК-726-МР-105 «Турель» новым АК-100-МР-114 «Лев», предполагалась установка новых систем радиотехнического вооружения. Так как в итоге от разработки ЗРК «Квант» отказались в пользу системы «Форт» (морской аналог С-300), а новая система без существенных переделок корпуса и надстройки размещалась на проекте 1134-Б, то от реализации проекта 1134-БК отказались в пользу проекта 1134-БФ с ЗРК «Форт».

### Проект 1134-БФ «Форт»
Первым и единственным кораблём, прошедшим модернизацию под установку опытного универсального многоканального ЗРК «Форт», стал большой противолодочный корабль «Азов». По первоначальному проекту 1134-БФ на нём предполагалось разместить десять пусковых установок нового ЗРК (80 ракет): шесть в корме на месте кормового УЗРК «Шторм» и четыре на месте носового. Артиллерийские установки АК-726 предполагалось заменить более мощными АК-100, а на месте антенного поста носовой РЛС «Гром» устанавливался антенный пост РЛС МР-114 «Лев». Уже в ходе модернизации «Азова» от идеи замены артиллерии отказались, оставив старые, но надёжные АК-726. Четыре носовые пусковые установки ЗРК «Форт» также не стали размещать вместо носового УЗРК «Шторм», опасаясь в случае неудачи с новым зенитным ракетным комплексом оставить корабль без эффективных средств противовоздушной обороны. Размещение нового ЗРК потребовало изменить надстройку от дымовой трубы до вертолётного ангара и изменить компоновку помещений под ней для размещения погребов и боевых постов. В связи с расширением надстройки в кормовой части пятитрубные торпедные аппараты были заменены на двухтрубные ДТА-53-1134БФ. Радиотехническое вооружение и другие технические средства корабля соответствовали проекту 1134-Б.
Испытания и доработка ЗРК «Форт» проходили долго и с большим напряжением, а окончательная сдача системы и принятие её на вооружение состоялись лишь после проведения государственных испытаний на ТАРКР «Киров». После принятия модернизированного по проекту 1134-БФ в состав ВМФ СССР в 1977 году БПК «Азов» стал единственным в мире кораблём, вооружённым тремя «калибрами» ЗРК — ближнего, среднего и дальнего действия («Оса-М», «Шторм» и «Форт»).

### Проекты модернизации, предполагавшие усиление ударного вооружения

#### Проекты с противокорабельными ракетными комплексами «Малахит» и «Оникс»
Большое водоизмещение кораблей проекта, близкое к крейсерскому, наводило конструкторов на мысль об установке на них ударного вооружения, к тому же место для него можно было найти. Разработанный ЦНИИ им. А. Н. Крылова проект модернизации предполагал замену УРПК-3 «Метель» на ПКРК П-120 «Малахит», находившиеся к этому времени в серийном производстве и состоявшие на вооружении атомных подводных лодок проекта 670М и малых ракетных кораблей проекта 1234. Решение заменить противолодочный комплекс противокорабельным объяснялось невозможностью обеспечить для УРПК-3 «Метель» целеуказание на полную дальность (50 км), так, ГАС «Титан-2» была способна выдавать целеуказание на дистанцию не более 14 км, а в реальных условиях — 10 км, тем самым задачи противолодочной борьбы на более близких дистанциях могли решаться и без УРПК-3 «Метель», только при помощи реактивных бомбомётов и торпедных аппаратов, при этом корабль получал бы мощное ударное вооружение. Однако данный вариант модернизации не был одобрен, так как тактический противокорабельный ракетный комплекс «Малахит» с дальностью действия 120 км уже не устраивал флот, которому требовались оперативно-тактические ракеты с существенно большей дальностью стрельбы.
По одному из следующих проектов модернизации предполагалась установка на месте кормового УЗРК «Шторм» ПКРК «Оникс» в вертикальной пусковой установке с боезапасом 48 противокорабельных ракет 3М55, размещённых в транспортно-пусковых контейнерах. Внешнее целеуказание должно было обеспечиваться с помощью авиационного выносного наблюдательного пункта — Ка-25Ц или двух, ещё находившихся в разработке вертолётов Ка-60Ц. Задачу самообороны корабля с воздуха должны были решать один УЗРК «Шторм» с боезапасом 40 зенитных ракет и два ЗРК «Оса-М» с 40 ракетами, а также предполагалось вооружить корабль ЗРАК «Кортик» восемью боевыми и двумя командными модулями (256 ракет, 24 000 30-мм снарядов). В составе радиотехнического вооружения оставлялись РЛС МР-600 «Восход» и РЛС МР-310А «Ангара», но оборудованная системой селекции движущихся целей (СДЦ), велись проработки возможности замены РЛС МР-310А на РЛС «Фрегат-МА». Система автоматической съёмки, обработки информации РЛС и целеуказания оружию должна была заменяться на систему обмена информацией «Пойма». Системой связи была выбрана «Центавр-М4», комплекс помех — ПК-10, система предупреждения — «Спектр-Ф». Вместо средств РЭБ, принятых в проекте 1134-Б, должны были устанавливаться МП-401С и «Старт-2». Из противолодочного вооружения оставлялись УРПК-3 «Метель», ГАС «Титан-2Т» и «Вега». Указанная модернизация получалась трудоёмкой и очень дорогостоящей (51 млн рублей), равной ¾ стоимости постройки самого корабля, в связи с чем этот вариант модернизации был отвергнут.

#### Проекты с противокорабельным ракетным комплексом «Уран»
Новый вариант модернизации предполагал установку противокорабельного ракетного комплекса «Уран» с 16 ракетами Х-35 и модифицированной версии УЗРК «Шторм» (две пусковые установки на 80 ракет), способного работать по низколетящим целям — противокорабельным ракетам. Вместо ЗРК «Оса-М» должны были устанавливаться четыре боевых и два командных модуля ЗРАК «Кортик» (128 ракет, 12 000 30-мм снарядов). Комплекс «Метель» предполагалось заменить на УРК «Раструб» с восемью ракето-торпедами, ГАК «Титан-2» — на «Звезда-М1», но без буксируемого устройства. РЛС МР-310А «Ангара» заменялась на РЛС «Фрегат-МА», обеспечивающую селекцию движущихся целей. Предполагалось модернизировать системы обработки и радиоэлектронной борьбы. Реактивные бомбомётные установки РБУ-1000 и РБУ-6000 оставлялись, но должны были получить реактивные глубинные бомбы с активной системой гидроакустического самонаведения. Так как стоимость модернизации составляла 48,1 млн рублей, то и этот вариант принят не был.
Следующим проектом модернизации, разработанным в конце 1980-х годов, был проект 11342. По нему было решено модернизировать БПК «Николаев» со сроком сдачи в 1990 году, а затем «Ташкент» (оба корабля к этому времени находились на ремонте в Николаеве на судостроительном заводе им. 61 Коммунара). Ещё на стадии эскизного проекта обсуждалась возможность размещения на корабле пусковых установок ПКРК «Оникс» и «Уран», но так как первый ещё находился в стадии разработки, то в ходе утверждения проекта 11342 заказчик потребовал разместить на корабле именно дозвуковой ПКРК «Уран», предназначавшийся для кораблей малого водоизмещения и имевший дальность полёта 130 км против 300 км у «Оникса». Так как штатными средствами загоризонтного целеуказания корабль не оборудовался, то задачи такого целеуказания возлагались на корабельный вертолёт Ка-25Ц, который из-за малого радиуса действия выполнял эту задачу малоэффективно, в дальней оперативной зоне целеуказание могли обеспечивать самолёты Ту-95РЦ, но они были очень уязвимы для палубных истребителей авианосцев противника и в случае военного конфликта могли быть легко уничтожены. Целеуказание со спутников могло безопасно производиться только в мирное время, а в военное время спутники могли быть заблокированы или уничтожены. Состав зенитного ракетного вооружения оставался прежним, но был модернизирован (два ЗРК «Шторм-Н», два ЗРК «Оса-МА-2» с новой системой управления), благодаря чему эффективность ПВО — ПРО увеличивалась в 2,4 раза. Радиотехническое вооружение в проекте было усовершенствовано: РЛС «Восход» заменялась на РЛС «Подберёзовик», способную выдавать целеуказание на поражение малоразмерных низколетящих целей, вместо МР-310 с СДЦ устанавливалась новая РЛС «Фрегат-МА». Система «Байкал-С4» заменялась на систему «Пойма», устанавливались и новые средства радиоэлектронной борьбы и связи. Вертолёт Ка-25ПЛ заменялся на Ка-27ПЛ, устанавливался УРК «Раструб» с восемью ракето-торпедами 85РУ или 85РУС. Состав гидроакустического комплекса первоначально предполагалось сохранить (ГАС «Титан-2Т» и «Вега»), но позднее его решили заменить на ГАК «Звезда-М1». Изначально предполагавшаяся стоимость этой модернизации (13,6 млн рублей) из-за изменений состава вооружения и инфляции возросла до 108 млн рублей. Проект также остался неосуществлённым.
Ещё более радикальный проект модернизации предполагал унификацию кораблей проекта 1134-Б с большим противолодочным кораблём проекта 1155 и приближение боевых возможностей первого корабля ко второму. УЗРК «Шторм» согласно проекту полностью демонтировался, а вместо него размещался комплекс ЗРК «Кинжал» (64 ракеты в четырёх восьмиконтейнерных пусковых установках в носу и аналогичным числом пусковых установок в корме). 76-мм артиллерия демонтировалась, а на её месте должны были устанавливаться четыре четырёхконтейнерные пусковые установки ПКРК «Уран». Две 100-мм АУ АК-100 устанавливались линейно-возвышенно в носовой части полубака на месте УЗРК «Шторм». Противолодочный ракетный комплекс «Метель» заменялся на УРК «Раструб», вертолётный ангар увеличивался в размерах и становился способным обеспечивать базирование двух вертолётов Ка-27. Этот проект не был реализован из-за очень больших финансовых затрат, требовавшихся на его осуществление.
В 1990-е годы флот не располагал достаточными средствами не только на модернизацию кораблей проекта 1134-Б (хотя такие планы прорабатывались), но и на поддержание их технического состояния, в результате износа эти корабли вынужденно списывались, а к 2000-м годам немногие оставшиеся в строю корабли подошли к возрасту физического старения корабля (25 лет), и проведение их модернизации в связи со скорым выходом из состава флота не предполагается.

## Оценка проекта
Для своего времени (1970-х годов) корабли проекта были лучшими противолодочными кораблями, обладавшими большей боевой эффективностью, чем любой из его предшественников, высочайшей энерговооружённостью, большими запасами топлива и боезапаса, высокой автономностью и скоростью хода, мощным вооружением и современным радиотехническим оснащением, а также хорошей (по советским меркам) обитаемостью: внутренние помещения имели удобное расположение, а места обитания экипажа впервые получили архитектурно-художественное оформление. Корабли проекта 1134-Б обладали стремительным силуэтом и эффектным внешним видом; в них были воплощены многие достижения советской науки, кораблестроения и оборонной промышленности. В зарубежной литературе их причисляли к классу лёгких крейсеров с управляемым ракетным оружием (CLG, до 1975 года), а после 1975 года — к классу ракетных крейсеров (CG). По натовской классификации проект обозначался как «Kara» («Кара»). Доля массы боевых средств (вооружение и боезапас) в стандартном водоизмещении на кораблях проекта 1134-Б достигла наивысшей величины для кораблей этого класса, что, как отмечали специалисты ВМС США с позиции американских технических нормативов, привело к перегрузке вооружением.
По мнению некоторых специалистов, эти корабли имели и ряд существенных недостатков, проявившихся в течение тридцатилетней эксплуатации, хотя не все из них были очевидны в момент создания нового проекта.
К недостаткам проекта, в частности, относились малая дальность корабельных гидроакустических средств, не способных обнаружить подводную лодку на всей дальности действия противолодочного оружия. Эту проблему не удалось полностью разрешить, хотя её остроту смогли частично снизить благодаря обеспечению постоянного базирования на корабле вертолёта (противолодочные возможности корабля при этом возросли, по мнению специалистов, на 11 %). Существующее мнение о чрезвычайной сложности газотурбинной установки, применяемой в проекте 1134-Б (в составе маршевых и основных двигателей), но не приведшей к предполагаемой экономии топлива, справедливо лишь для кораблей, действовавших на ограниченных морских театрах, так как маршевые двигатели действительно не позволяли кораблю поддерживать требуемую высокую скорость хода, и на практике БПК практически всегда были вынуждены использовать и основные (форсажные) двигатели, чем повышали расход топлива. Во время длительных межтеатровых переходов и на океанских театрах наличие маршевых двигателей «было весьма кстати».
Недостатком проекта являлось также слабое артиллерийское вооружение, не позволявшее кораблям вступать в артиллерийскую дуэль даже со сторожевыми кораблями (фрегатами) вероятного противника, однако на момент утверждения технического проекта корабля, из-за волюнтаристского решения руководства страны (Хрущёва), в середине 1950-х годов определившего артиллерию «умирающим» видом вооружений и отменившего все разработки корабельных артиллерийских систем среднего и крупного калибра, более мощной артиллерийской установки, чем АК-726, в СССР не существовало. Тем не менее с задачами противовоздушной обороны АК-726 справлялась весьма успешно.
Использование главного противолодочного комплекса УРПК-3 «Метель», а затем и УРК «Раструб» на полную дальность стрельбы было возможно только при наличии выносного воздушного или морского поста целеуказания, так как собственные корабельные средства эту задачу выполнить не могли. Недостатком противолодочного вооружения было и то, что приводнение запущенной противолодочной торпеды легко обнаруживалось подводной лодкой, что позволяло ей выпустить акустические имитаторы, уводящие торпеду от цели, или самой выполнить манёвр уклонения. Реактивно-бомбомётные установки РБУ-1000, хотя и были очень мощными, но слабо оправдывали своё боевое предназначение и поэтому были излишними. Критиковалось специалистами и торпедное вооружение корабля: поскольку стрельбы торпедами всегда производились парами, пятитрубные торпедные аппараты вполне обоснованно можно было заменить на четырёх- или двухтрубные. На следующем поколении советских больших противолодочных кораблей торпедные аппараты стали четырёхтрубными, а РБУ-1000 не устанавливались.
За неудовлетворительные массогабаритные характеристики критиковался и УЗРК «Шторм».
Бесспорным, по мнению С. Н. Машенского, недостатком кораблей проекта 1134-Б, существенно ограничившим их боевые возможности, было наличие в составе вооружения каждого из кораблей всего лишь одного вертолёта Ка-25. Отсутствие второго вертолёта объяснялось скорее не ошибкой конструкторов, а тем что заказчику — флоту — в середине 1960-х годов ещё было недостаточно ясным тактическое обоснование постоянного базирования на корабле двух вертолётов. На единственный вертолёт ложилась тяжёлая противолодочная нагрузка, с которой тот в ряде случаев не мог справиться. Кроме этого, уже в 1970-е годы Ка-25 был морально устаревшей машиной со слабым радиотехническим вооружением, плохо приспособленным к борьбе с новым поколением американских атомных подводных лодок типа «Лос-Анджелес».
Несмотря на имеющиеся недостатки, по совокупности боевых качеств корабли проекта 1134-Б не только не уступали иностранным аналогам, но и по многим показателям их превосходили.
| Сравнительные ТТХ крейсеров с управляемым ракетным оружием постройки середины 1960-х — 1970-х годов |                                      |                                      |                                                          |                                                      |                                       |                                                |                                                |
| Характеристики                                                                                      | «Белкнап»                            | «Тракстан»                           | «Калифорния»                                             | «Вирджиния»                                          | «Витторио Венето»                     | «Каунти»                                       | «Бристоль»                                     |
| Число кораблей в серии                                                                              | 9                                    | 1                                    | 2                                                        | 4                                                    | 1                                     | 8                                              | 1                                              |
| Водоизмещение, стандартное/полное, т                                                                | 6570/7890 или 7930                   | 8200/8927 или 9200                   | - /10 150                                                | - /11 000                                            | 7500 или 8000/8850                    | 5200/6200 или 6800                             | 5650/6750 или 7700                             |
| Главные размерения, м (наибольшие)                                                                  | 166,7×16,7×8,7                       | 171,9×17,7×9,4                       | 181,7×18,6×6,3                                           | 178,3×19,2×6,4                                       | 179,6×19,4×5,2                        | 158,7×16,5×6,1                                 | 154,5×16,8×6,9                                 |
| Энергетическая установка                                                                            | Паротурбинная, 85 000 л. с.          | Ядерная, 60 000 л. с.                | Ядерная, 60 000 л. с.                                    | Ядерная, 60 000 л. с.                                | Паротурбинная, 73 000 л. с.           | Паро/газотурбинная, 30 000 +30 000 л. с.       | Паро/газотурбинная, 30 000 +44 000 л. с.       |
| Максимальная скорость, узлов                                                                        | 34                                   | 30                                   | 30                                                       | 30                                                   | 32                                    | 30                                             | 30—32                                          |
| Дальность плавания (в морских милях) на скорости, узлов                                             | 8000/20                              | 400 000/20                           | Практически не ограничена                                | Практически не ограничена                            | 6000/20                               | 3500/28                                        | 5000/18                                        |
| Ракетное вооружение, количество пусковых установок × количество направляющих (число ракет)          | ЗРК Terrier/ПЛРК ASROC — 1x2 (40/20) | ЗРК Terrier/ПЛРК ASROC — 1x2 (40/20) | ЗРК Tartar — 1x2 (40 Standart MR), ПЛРК ASROC — 1х8 (24) | ЗРК Tartar/ПЛРК ASROC — 2x2 (66 Standart MR и ASROC) | ЗРК Terrier/ ПЛРК ASROC — 1x2 (40/20) | ЗРК Sea slug — 1x2 (30), ЗРК Seacat — 2х4 (32) | ЗРК Sea Dart — 1x2 (40), ПЛРК Ikara — 1х1 (32) |
| Артиллерийское вооружение                                                                           | 1х1 — 127-мм/54, 2х1 — 76-мм/50      | 1х1 — 127-мм/54, 2х1 — 76-мм/50      | 2х1 — 127-мм/54                                          | 2х1 — 127-мм/54                                      | 8х1 — 76-мм/62                        | 2х2 — 114-мм/45, 2 х1 — 20-мм                  | 1х1 — 114-мм/55                                |
| Торпедное вооружение                                                                                | 2х2 — 533-мм ТА, 2х3 — 324-мм ТА     | 2х2 — 533-мм ТА, 2х3 — 324-мм ТА     | 2х3 — 324-мм ТА                                          | 2х3 — 324-мм ТА                                      | 2х3 — 324-мм ТА                       | Нет                                            | Нет, имеется бомбомёт Limbo                    |
| Авиационное вооружение                                                                              | Нет                                  | Нет                                  | Только ВПП                                               | 1 вертолёт                                           | 6—9 вертолётов                        | 1 вертолёт                                     | Нет                                            |
| Экипаж                                                                                              | 388—395                              | 479—490                              | 533—550                                                  | 519                                                  | 550                                   | 440—471                                        | 407—433                                        |

### Комментарии
1. ↑  На БПК «Таллин» УРК «Раструб-А» был установлен изначально, на «Керчи» и «Петропавловске» — в ходе ремонтов и модернизаций.
2. ↑  Такое прозвище корабли получили из-за того, что буква «Б» в индексе проекта традиционно расшифровывается как «буки» — по названию второй буквы русского дореволюционного алфавита.
3. ↑  Не уточняется, подразумевается ли при этом стоимость какого-то конкретного корабля, например, головного, или средняя стоимость серийного корабля.
4. ↑  В силу важности задания, ответственным сдатчиком головного корабля был назначен заместитель главного строителя завода им. 61 Коммунара Б. М. Минаев, Ф. М. Родригес был его заместителем, но на мореходные испытания ходил как ответственный сдатчик.
5. ↑  Старшим строителем корабля должен был быть В. Ф. Погребняк, но из-за серьёзного заболевания он был сменён.
6. ↑  В 1980-е годы планировалась замена основных и маршевых двигателей в газотурбинной установке на новые, более экономичные и малошумные: основные — ДН59 нереверсивные, мощностью до 22 500 л. с., температурой выходящих газов до 345 °C и частотой вращения силовой турбины до 5300 об/мин, и маршевые — ДС71, реверсивные, мощностью свыше 8500 л. с., температурой выходящих газов — 430 °C, частотой вращения силовой турбины — 4750 об/мин. Из-за экономических проблем замены на новые двигатели были произведены не на всех кораблях серии.
7. ↑  На БПК «Таллин» была установлена изначально СУ «Гром-Р».
8. ↑  Здесь и далее приняты следующие сокращения: КЧФ — Краснознамённый Черноморский флот, КТОФ — Краснознамённый Тихоокеанский флот, ОПЭСК — оперативная эскадра, ДиПК — дивизия противолодочных кораблей, БрПК — бригада противолодочных кораблей, БрРК — бригада ракетных кораблей, БрСРК — бригада строящихся и ремонтируемых кораблей.
9. ↑  На БПК «Петропавловск» их убрали при возникновении потребности в размещении «Привод-СВ».
10. ↑  Первые вертолёты Ка-27ПЛ, более совершенные чем Ка-25, стали поступать на флот с 1979 года.